# Chun
Chun (chiń. 鹑) – ptak z mitologii chińskiej. Jego zadaniem jest pilnowanie szat Żółtego Cesarza, które znajdują się w górach Kunlun.